# Jérôme Canard
Cet article court présente un sujet plus développé dans : Liste des journalistes du Canard enchaîné.
Jérôme Canard est le pseudonyme collectif sous lequel sont signés de nombreux articles publiés dans le Canard enchaîné.